# Psychotria stenantha
Psychotria stenantha är en måreväxtart som beskrevs av Albert Charles Smith. Psychotria stenantha ingår i släktet Psychotria och familjen måreväxter. Inga underarter finns listade i Catalogue of Life.